# Bassin houiller de Singrauli
 (octobre 2016).
Le bassin houiller de Singrauli est un bassin houiller en Inde, situé près de la ville de Singrauli, à proximité du lac de barrage de Rihand. Le bassin houiller est largement exploité depuis les années 1960.